# 鳥松濕地公園
鳥松濕地公園，是位於臺灣高雄市鳥松區（澄清湖、正修科技大學及高雄長庚醫院之間）的一座公園；以自然生態教學為主，觀光遊憩為輔的公園。紀錄了93種鳥類、250種以上的昆蟲及340種以上的植物，是個戶外教學及自然觀察的好場所，本公園由社團法人高雄市野鳥學會所認養。
鳥松濕地公園總面積3公頃，其中水域面積有2公頃。
鳥松濕地公園於2000年9月24日啟用，是臺灣第一座以人工濕地為主題的公園。
鳥松濕地原是台灣自來水公司澄清湖淨水廠的沈沙地，由於淨水廠提升設備之後不再需要沈沙地，後來經地方團體支持，推翻了原先自來水公司想要改建成污泥脫水廠的計畫。在1999年6月開始動工，於2000年6月完工，2000年9月24日啟用。

## 外部連結
- 中央氣象局24H全天監視鳥松濕地即時影像 （页面存档备份，存于）
- 社團法人高雄市野鳥學會
- 鳥松溼地行動導覽
- 大華國小製作的「鳥松溼地公園」
- 鳥松溼地傳奇 （页面存档备份，存于）
- 鳥松濕地公園部落格